# Jesse Paul
Jesse Paul es un deportista estadounidense que compite en snowboard. Consiguió una medalla de oro en los X Games de Invierno 2020.

## Medallero internacional
| \| X Games de Invierno \| X Games de Invierno \| X Games de Invierno \| X Games de Invierno \| \| Año \| Lugar \| Medalla \| Prueba \| \| ------------------- \| ---------------------- \| ------------------- \| ------------------- \| \| 2020 \| Aspen (Estados Unidos) \| Medalla de oro \| Rail jam \| |                        |                |          |
| X Games de Invierno |                        |                |          |
| Año | Lugar                  | Medalla        | Prueba   |
| 2020 | Aspen (Estados Unidos) | Medalla de oro | Rail jam |